# Parinari brasiliensis
Parinari brasiliensis là một loài thực vật có hoa trong họ Cám. Loài này được (Schott) Hook.f. mô tả khoa học đầu tiên năm 1867.